# Best Of Romana - Old & New
Best Of Romana - Old & New је први компилациони албум Романе Панић, који је објављен крајем 2006. године за издавачку кућу City Records на аудио касети и компакт диску. Постпродукција и мастеринг албума су обављени у Лондону.
Прва и друга песма са албума су нове које су снимљене у атинском студију Odeon и београдском студију Moby током октобра и новембра 2006. године. Текст за обе песме је написала Марина Туцаковић. Остале песме на албуму су са њених студијских албума Лажем, Венера и Не! или њени синглови.

## Списак песама
| №   | Назив                       | Трајање |  |
| 1.  | Још те коштам               |         |  |
| 2.  | Жена без прошлости          |         |  |
| 3.  | Убједио си ме               |         |  |
| 4.  | Кад ми горе образи          |         |  |
| 5.  | Овјерен                     |         |  |
| 6.  | Никад и заувјек             |         |  |
| 7.  | На сузама мојим             |         |  |
| 8.  | Ја ноћас змирем             |         |  |
| 9.  | Ех, кад бих била            |         |  |
| 10. | Нека иде живот              |         |  |
| 11. | Бјели миш                   |         |  |
| 12. | Права жена                  |         |  |
| 13. | То није моја прича          |         |  |
| 14. | Ти ипак својој дјеци        |         |  |
| 15. | Љубоморна (дует са Баки Б3) |         |  |
| 16. | Венера                      |         |  |
| 17. | Мене ти                     |         |  |
| 18. | Самоодбрана                 |         |  |